# Wu Lien-teh
Wu Lien-teh (en chino tradicional, 伍連德; Penang, Colonias del Estrecho, 10 de marzo de 1879 – Penang, Federación Malaya, 21 de enero de 1960), también conocido como Goh Lean Tuck y Ng Leen Tuck según la transliteración en chino min nan y cantonés, respectivamente, fue un doctor epidemiólogo chino de origen malayo, conocido por promover el uso de una máscara quirúrgica durante la peste de Manchuria de 1910. En 1935 fue el primer malayo nominado para el premio Nobel de Medicina, por sus aportes a la gestión y control de epidemias.

## Biografía

### Primeros años
Nació el 10 de marzo de 1879 en la región de Penang, entonces colonia del Imperio británico, actual Malasia. Estudió Medicina en el Emmanuel College de Cambridge, donde se convirtió en el primer estudiante de ascendencia china de la Universidad de Cambridge. Se capacitó en las instalaciones del Hospital de St. Mary's, y vivió en Londres hasta 1904, cuando retornó a su país.

### La peste de Manchuria
En 1907 fue invitado por el gobierno chino a trabajar al servicio de la dinastía Qing. Tres años más tarde, fue nombrado para investigar una epidemia desconocida en ese momento que había afectado al noroeste de China: la peste de Manchuria. Allí, identificó que la enfermedad era un virus altamente contagioso y letal que se transmitía por el aire de persona a persona, cuestión que detectó tras haber realizado una autopsia a uno de los fallecidos.
Este descubrimiento llevó al Dr. Wu a diseñar y producir una mascarilla quirúrgica especial con algodón y gasa, agregando varias capas de tela para filtrar las inhalaciones, siendo considerada precursora de la mascarilla N95. También aisló a los infectados, creó una lista de turnos para enfermeros y médicos, fumigó los lugares de atención y recomendó el distanciamiento social en los centros médicos, aconsejó a la gente que usara su nuevo invento, y trabajó con funcionarios del gobierno para establecer estaciones de cuarentena y hospitales, restringir los viajes y aplicar técnicas de esterilización progresiva. En poco menos de tres meses, Wu logró controlar la epidemia.

### Últimos años
En 1935 fue nominado al Premio Nobel de Fisiología y Medicina, por su trabajo sobre la peste neumónica y especialmente el descubrimiento del papel que juega el Tarbagan en su transmisión, siendo el primer malayo en ser nominado.
Vivió durante años en China, hasta que en 1939 regresó a su país, donde murió en 1960.